# كريستيان مبومبو
كريستيان مبومبو (مواليد 2 يونيو 1977) هو مُقاتل فنون قتالية مختلطة فرنسي كونغولي.

## وصلات خارجية
- كريستيان مبومبو على موقع بوكس ريك (الإنجليزية) (registration required)
- كريستيان مبومبو على موقع شيردوغ (الإنجليزية)
- كريستيان مبومبو على موقع IMDb (الإنجليزية)